# مقتل بيلي جو جينينغز
بيلي-جو مارغريت جينكينز (29 مارس 1983 - 15 فبراير 1997)  كانت فتاة إنجليزية قُتلت في هاستينغز، شرق ساسكس في فبراير 1997. حظيت القضية باهتمام إعلامي واسع ولا تزال دون حل.

## الخلفية
نشأت بيلي جو جينكينز في شرق لندن. تم سجن والدها ولم تكن والدتها قادرة على التعامل مع الأمر بمفردها، لذلك تم وضع جينكينز في رعاية التبني منذ سن التاسعة مع سيون ولويس جينكينز، اللذان كانا يحملان نفس لقبها بالصدفة. انتقلت مع العائلة إلى هاستينغز على ساحل شرق ساسكس، حيث التحقت بمدرسة هيلينسوود.
وفي 15 شباط / فبراير 1997 ، تعرضت للضرب حتى الموت في منزل الأسرة. بعد ذلك، اتُهم سيون جنكينز بالقتل وحوكم وأدين، مع الحفاظ على براءته. فشل الاستئناف في عام 1999 ضد إدانته، ولكن بعد استئناف ثانٍ في أغسطس / آب 2004 ، ألغته إحدى المحاكم لكونه غير آمن وأُطلق سراحه بكفالة بانتظار إعادة المحاكمة. لم تتمكن هيئات المحلفين في جلستين من إعادة المحاكمة من التوصل إلى أحكام، وأعادت المحكمة حكم «غير مذنب» في عام 2006.

## الإجراءات القانونية ضد سيون جنكينز
في 15 فبراير 1997 ، تم العثور على جثة بيلي جو جينكينز البالغة من العمر 13 عامًا في الحديقة الخلفية لمنزل العائلة في هاستينغز، شرق ساسكس. كانت قد تعرضت للضرب على رأسها بربط خيمة حديدية بينما كانت تدهن أبواب الفناء وحدها؛ وبحسب ما ورد كان باقي أفراد الأسرة بعيدين عن الممتلكات في ذلك الوقت. تم القبض على رجل محلي لم يذكر اسمه للاشتباه في ارتكابه جريمة قتل بعد ذلك بوقت قصير، ولكن بعد ذلك أطلق سراحه من حجز الشرطة واحتجز بموجب قانون الصحة العقلية. في 24 فبراير، ألقي القبض على والدها بالتبني سيون جنكينز للاشتباه في ارتكابه جريمة قتل.  تم اتهامه بالقتل في 14 مارس.
أخبر سيون جنكينز الشرطة أنه وجد بيلي جو في بركة من الدماء في الفناء عندما عاد من رحلة تسوق مع اثنتين من بناته، آني وشارلوت («لوتي»). أصبح المشتبه به الثالث لدى الشرطة بعد تحقيق الشرطة الذي كشف عن سلوك غير منتظم من قبله في وقت قريب من الحادث، مدعومًا باكتشاف 158 بقعة دم مجهرية على ملابسه.
وبعد محاكمة أمام هيئة محلفين، أدين في 2 يوليو / تموز 1998 بقتل جنكينز وحُكم عليه بالسجن مدى الحياة.
يعتقد الصحفي الاستقصائي بوب Woffinden أن ذلك كان بمثابة إجهاض للعدالة.  فشل استئناف عام 1999، ولكن في مايو 2003 بعد تحقيق استمر عامين من قبل لجنة مراجعة القضايا الجنائية، أعيدت قضيته إلى محكمة الاستئناف. كان أساس الإحالة المبين في بيان الأسباب للجنة هو أن: «هناك دليل، ليس أمام هيئة المحلفين، يشير إلى أن السيد جينكينز لم يكن من الممكن أن يكون قد ارتكب جريمة القتل».  كان الاستئناف الثاني في أغسطس 2004 ناجحًا وألغت محكمة الاستئناف إدانته الأصلية باعتبارها غير آمنة وأمرت بإعادة المحاكمة، مع إطلاق سراح جينكينز بكفالة.
في إعادة المحاكمة، ذكر علماء الطب الشرعي أن رذاذ الدم المجهري يمكن تصوره قد تم إطلاقه من مجرى الهواء المصاب لبيلي جو أثناء تحريك جينكينز لها. لم تتمكن هيئة المحلفين من التوصل إلى حكم الأغلبية بعد 39 ساعة من المداولات. وبالمثل، لم تتمكن إعادة المحاكمة الثانية من الوصول إلى حكم الأغلبية، وفي أولد بيلي في لندن، في 9 فبراير 2006، أُعلن أن سيون جنكينز بالتالي غير مذنب. وأشارت دائرة الادعاء الملكية إلى أنه لن يتم السعي لإعادة محاكمة جنكينز، وأنه تمت تبرئته رسميًا.
تقدر تكلفة تحقيق الشرطة والمحاكمات والاستئناف بـ 10 ملايين جنيه إسترليني. وأخذت الشرطة سبعمائة إفادة، وأمضى المحلفون 36 يومًا في المداولات في ثلاث محاكمات. أمضى جينكينز 11 يومًا في صندوق الشهود للإدلاء بشهادته.

## المشتبه بهم المحتملون الآخرون
في وقت قريب من القتل، شوهد رجل مختل عقليا في الشارع والمنطقة. تم احتجازه، لكنه اعتبر غير قادر على استجوابه. قال جينكينز إنه وزوجته لويس كانا «قلقين للغاية بشأن المتسللين وعمليات الاقتحام في المنطقة التي يعيشون فيها لدرجة أنه تم تركيب أضواء أمنية وأقفال نوافذ لمنزلهم».

## مقعد تذكاري
في 19 يناير 2008، في ألكسندرا بارك، هاستينغز، تم تخصيص مقعد تذكاري مصنوع من شجرة بلوط مقطوعة محليًا للفنان المحلي جوك هير، لإحياء ذكرى بيلي جو. تقول الكلمات القليلة الأولى على المقعد، «جنبًا إلى جنب أو على بعد أميال، الأصدقاء قريبون من القلب».
يوجد أيضًا مقعد تذكاري في Hermit Road Recreation Ground ، في شرق لندن، مقابل مقبرة West Ham ، داخل حديقة Daisy Parsons Memorial Garden.